# De Rode Olifant
De Rode Olifant (of Petrolea) is een rijksmonumentaal gebouw aan de Zuid-Hollandlaan in de wijk Benoordenhout in Den Haag. Het werd gebouwd in opdracht van de Amerikaansche Petroleum-Company (APC) en officieel geopend op 16 februari 1924. Nadat in 1938 APC's benzinemerk Standard werd vervangen door de merknaam Esso kwam het gebouw bekend te staan als het Esso-gebouw.

## Ontwerp
Het ontwerp van het Rotterdamse architectenbureau J.H. de Roos en W.F. Overeynder is uitgevoerd in Amsterdamse School-stijl met elementen van Art deco. In 1921 werd begonnen met de bouw die tot en met 1923 zou duren.
Het U-vormige gebouw meet 55 bij 56 meter en het bebouwd oppervlak is 2400 m². Op de zuidwestelijke hoek bevindt zich een 56 meter hoge toren die fungeert als landmark.
De rood-bruine bakstenen gevels zijn niet dragend en verbergen een betonskelet. Het heeft een souterrain achter een hoge omgaande granieten plint in rustica-werk, waarboven vier bouwlagen onder een met leien gedekt zadeldak. Volgens krantenartikelen die verschenen rond de opening zouden er 750.000 kilogram betonijzer, 7000 m³ beton en ca. 3,5 miljoen bakstenen in het ontwerp zijn verwerkt.
Het gebouw dankt haar huidige naam, naast de kleur van de bakstenen, aan de sculptuur van een olifantenkop die in de gevel boven de ingang is verwerkt.

## Fotogalerij

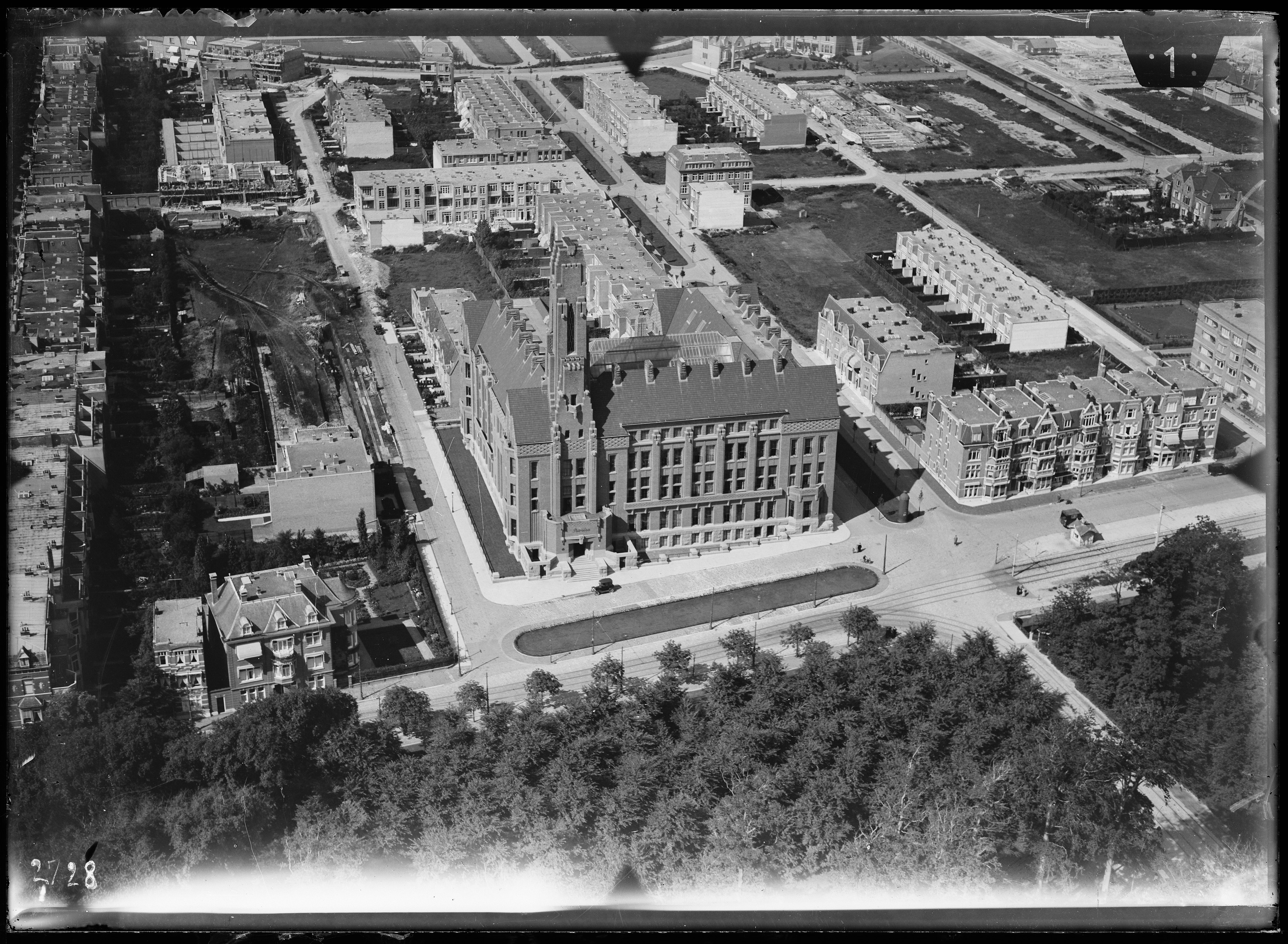
De Rode Olifant voor de Tweede Wereldoorlog
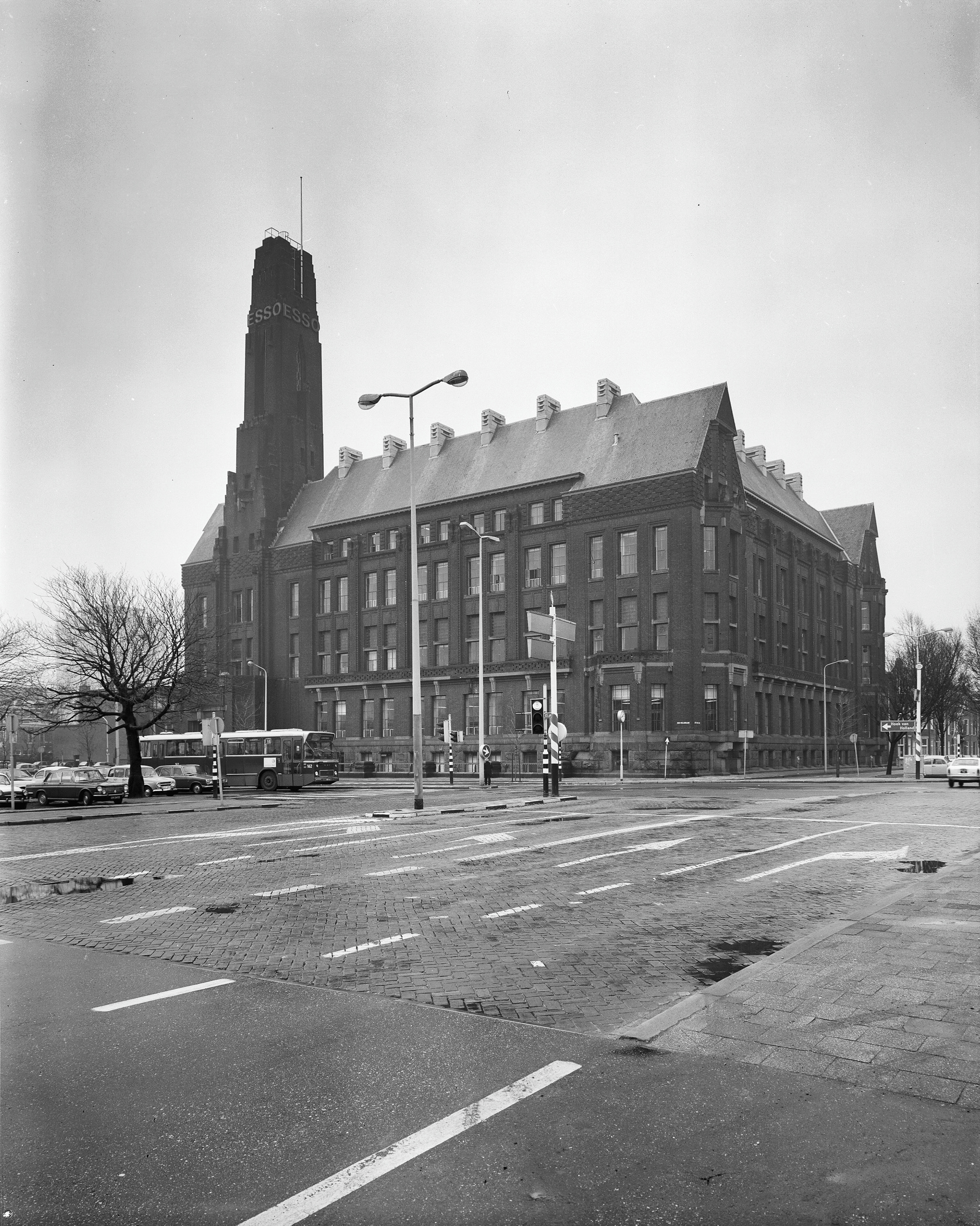
De Rode Olifant in 1974
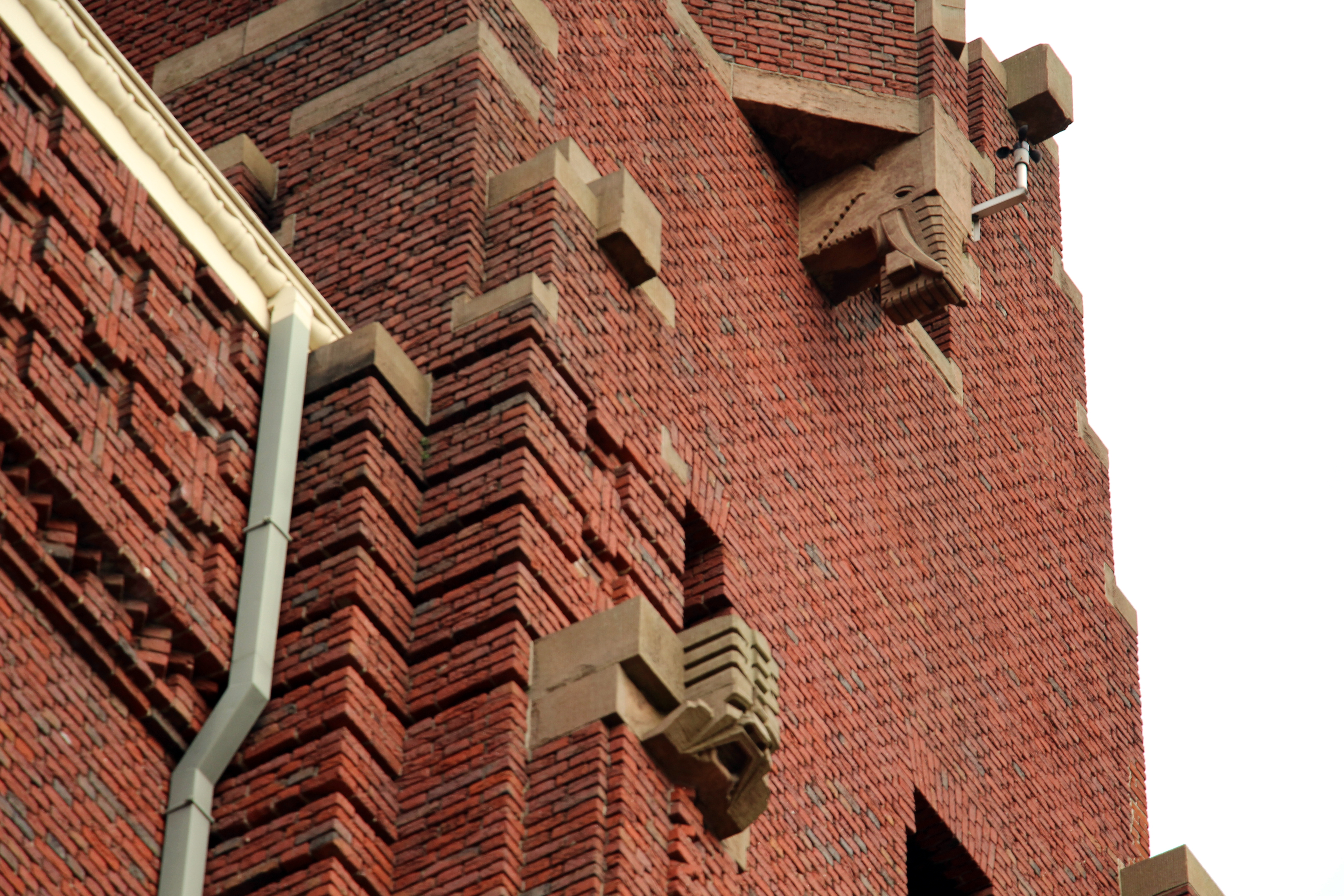
Gevelelementen
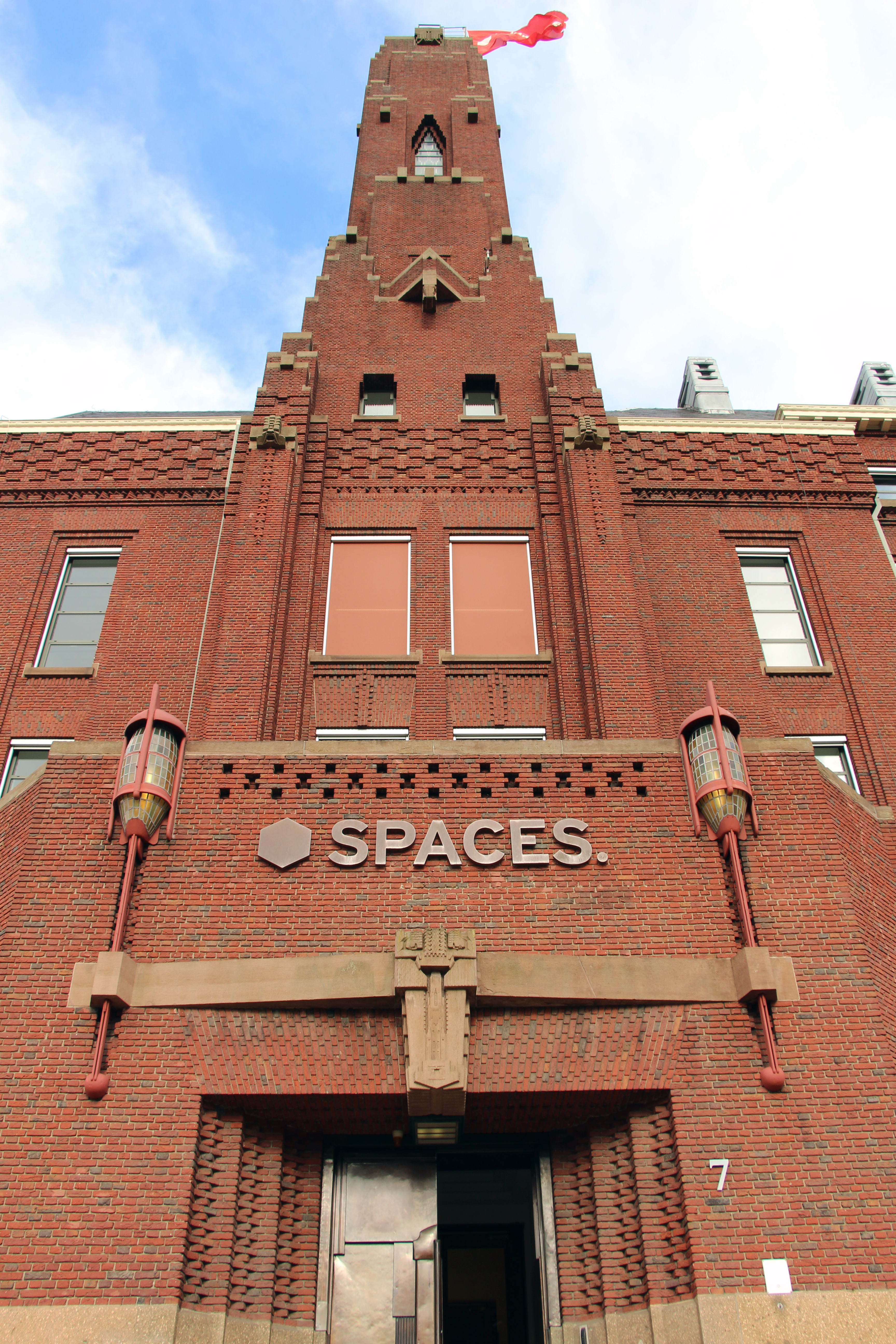
Ingang met toren
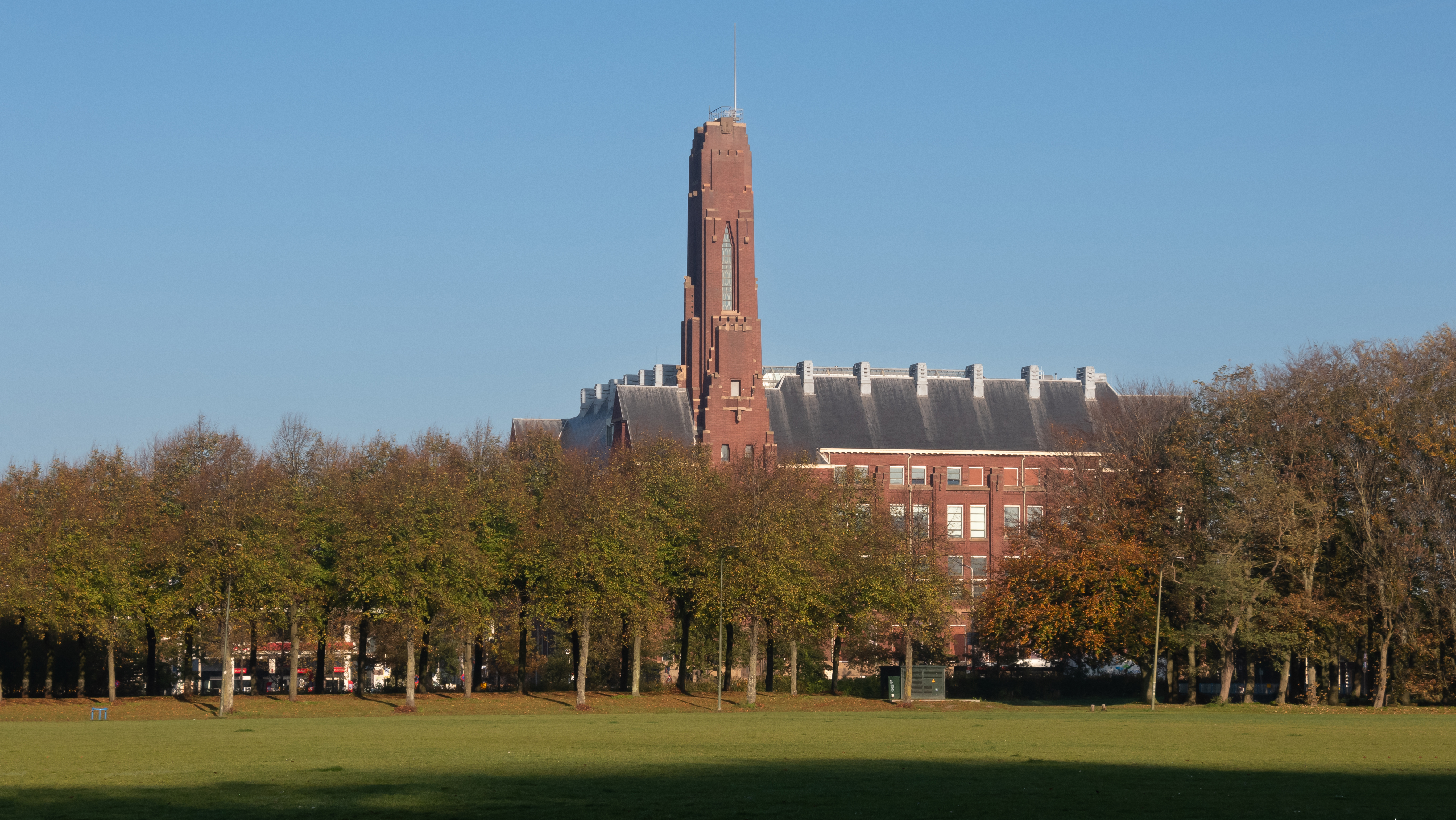
De Rode Olifant gezien vanaf het Malieveld
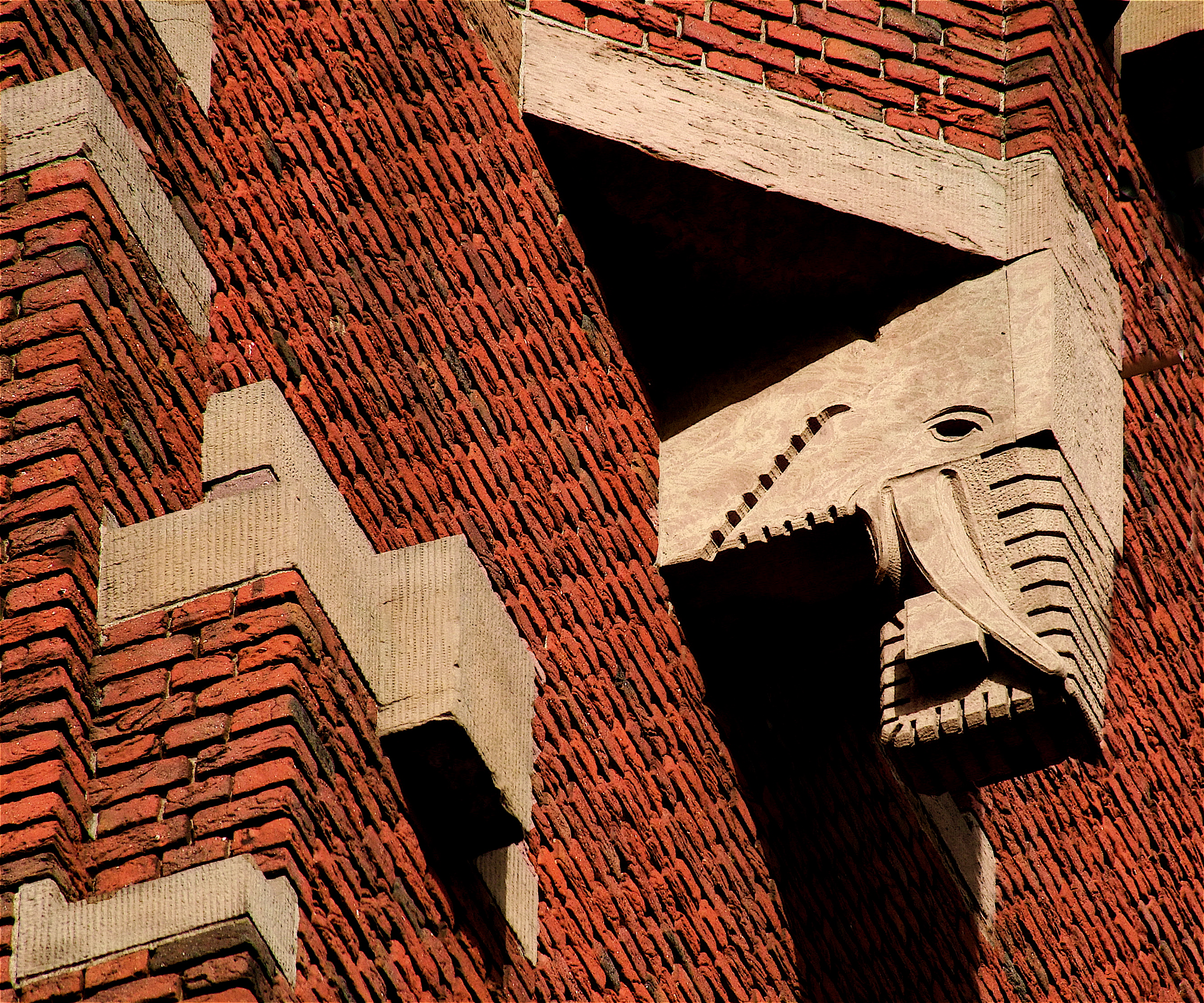
Olifantenkop in Art deco-stijl

- Rijksmonument: 452740